# Ölsengrund

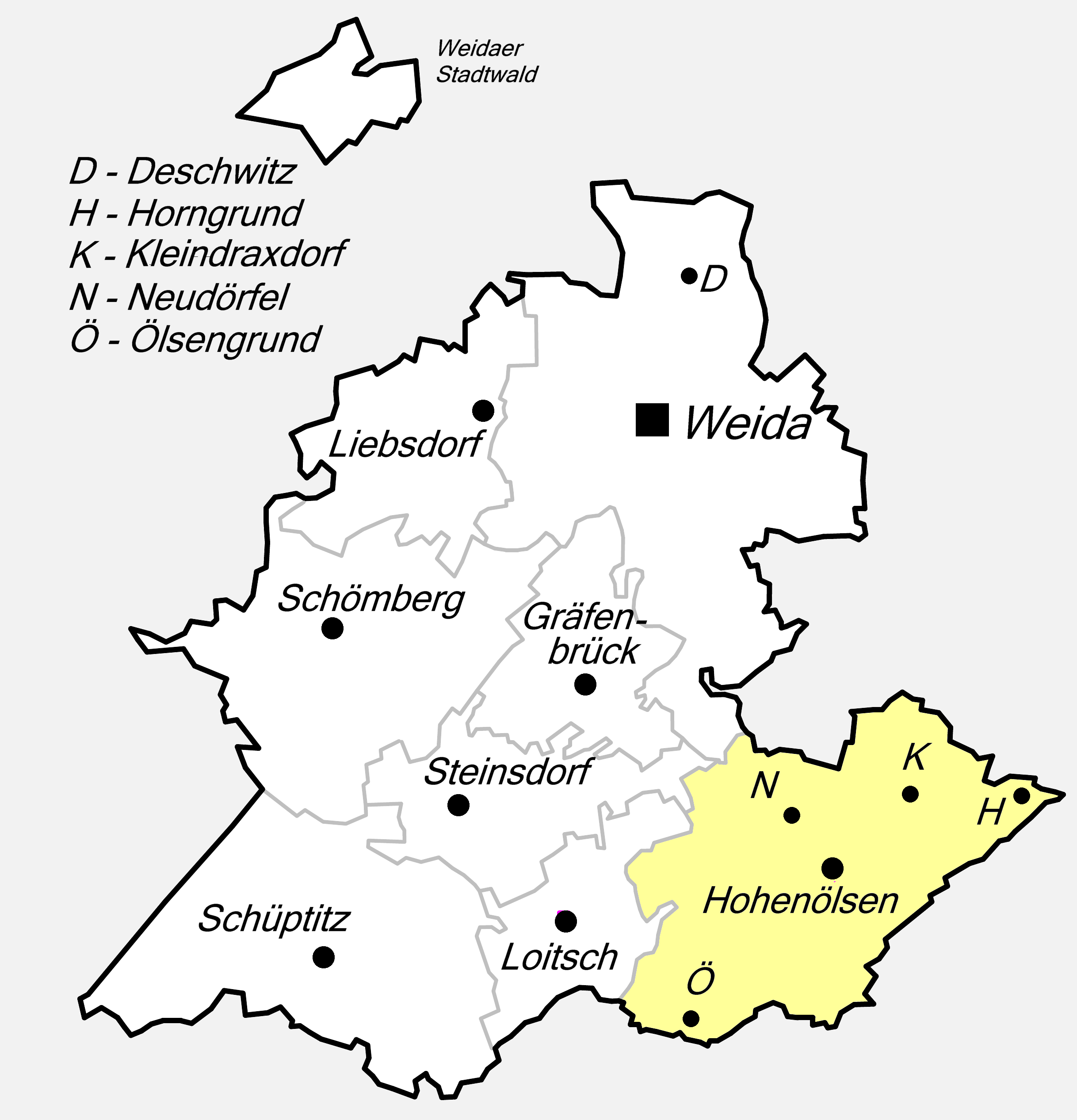
Lage der Ortschaften des Ortsteils Hohenölsen

Ölsengrund ist eine aus fünf Wohnhäusern bestehende Ansiedlung im Ortsteil Hohenölsen der Stadt Weida im Landkreis Greiz in Thüringen.

## Lage
Die Ansiedlung Ölsengrund befindet sich nordöstlich der Talsperre Hohenleuben und südlich von Hohenölsen im Tal der Ölse. Die Landesstraße 1083 führt direkt vorbei und erschließt den Raum verkehrsmäßig.

## Geschichte
Am 20. Juli 1728 wurde die Ansiedlung im Ölsengrund erstmals urkundlich erwähnt. Im Ölsengrund befindet sich die Oelsenmühle. Sie wurde  auch 1728 erstmals urkundlich genannt. Wirtschaftliche Schwierigkeiten führten zur Stilllegung der Mühle. Heute ist das Grundstück der Ölsenmühle im Besitz einer Korbmachermeisterin. Sie achtete bei der Renovierung auf das Umfeld und den Charakter der Mühle sowie gab dem Grundstück Ansehen. Für den alten Charme wurde ein Mühlrad erneut geschaffen. Es entstanden große Verkaufs- und Ausstellungsräume für kreative Rattanmöbel – ein LEBEN mit der NATUR.
Seit 31. Dezember 2013 gehört die Ansiedlung zur Stadt Weida.

## Sehenswürdigkeiten
- Als Hauptsehenswürdigkeit des Ortes gilt die sogenannte „Torheit“ – ein im Schweizerstil errichtetes Wohn- und Gasthaus, das auch als „Waldschlösschen“ bekannt ist. Wegen der gegenüberliegenden Felspartien wird dieser Talabschnitt von Wanderern gern als „Reußische Schweiz“ bezeichnet.
- Im Oktober 1981 wurde die Talsperre Hohenleuben nach sechsjähriger Bauzeit in Betrieb genommen. Der Stauinhalt umfasst 5 Mio. m³ und wurde zur Beregnung landwirtschaftlicher Flächen und für die Bereitstellung von Trink- und Brauchwasser genutzt. Im etwa 60 Hektar großen Stausee versanken die Kauernmühle und die Neumühle.[2]